# جيريمي جيمس كيسنير
جيريمي جيمس كيسنير (بالإنجليزية: Jeremy James Kissner)‏ هو ممثل أمريكي، ولد في 24 مارس 1985 في منيابولس في الولايات المتحدة.

## أعمال

### أفلام
- (2001) الذكاء الاصطناعي[1][2][3]

### مسلسلات
- فلايت توينتي ناين داون

## وصلات خارجية
- جيريمي جيمس كيسنير على موقع IMDb (الإنجليزية)
- جيريمي جيمس كيسنير على موقع ألو سيني (الفرنسية)
- جيريمي جيمس كيسنير على موقع أول موفي (الإنجليزية)
- جيريمي جيمس كيسنير على موقع قاعدة بيانات الأفلام السويدية (السويدية)
- جيريمي جيمس كيسنير على موقع قاعدة بيانات الفيلم (الإنجليزية)
- جيريمي جيمس كيسنير على موقع كينوبويسك (الروسية)